# Krzysztof Brzeziński
Krzysztof Michał Brzeziński (ur. 21 września 1952 w Gdańsku, zm. 14 stycznia 2021) – polski przedsiębiorca, polityk, poseł na Sejm II kadencji.

## Życiorys
Syn Michała. Ukończył w 1983 Zespół Szkół Budowlanych w Gdańsku. Zajmował się zarządzaniem przedsiębiorstwem. W 1993 uzyskał mandat posła na Sejm II kadencji. Został wybrany w okręgu gdańskim z listy Sojuszu Lewicy Demokratycznej. Zasiadał w Komisji Kultury i Środków Przekazu oraz w Komisji Polityki Przestrzennej, Budowlanej i Mieszkaniowej, był także członkiem sześciu podkomisji. W 1997 nie został ponownie wybrany.
W wyborach parlamentarnych w 2001 również bezskutecznie kandydował do Sejmu z listy SLD-UP. Do 2002 zasiadał w radzie miasta Gdańska, w której przewodniczył klubowi radnych SLD. W 2003 bez powodzenia ubiegał się o stanowisko przewodniczącego SLD w województwie pomorskim (przegrał z Jerzym Jędykiewiczem). Objął funkcję prezesa zarządu Fundacji „Eko-Dar”.
W 1997 otrzymał Srebrny Krzyż Zasługi.
Pochowany na cmentarzu Witomińskim.